# Voo TWA 800 (1964)
O voo TWA 800 foi um Boeing 707 que caiu durante a decolagem na pista 25 do Aeroporto Leonardo da Vinci–Fiumicino, Roma, às 13:09 GMT em um voo para o Aeroporto Internacional de Atenas, Grécia, em 23 de novembro de 1964. Como o Boeing 707 estava a 80 nós (148 quilômetros por hora), os instrumentos para o motor nº 4 indicavam empuxo zero e a luz de ativação do reversor de empuxo para o motor nº 2 acesa. A tripulação abortou a decolagem a uma velocidade abaixo de V1 a 800-900m da pista. A aeronave não desacelerou tão rapidamente quanto a tripulação esperava e virou para a direita, quando o motor nº 4 bateu em um rolo de pavimento. A aeronave pegou fogo e percorreu mais 260 metros antes de parar. O acidente matou 50 passageiros e tripulantes a bordo, com 23 passageiros e tripulantes sobreviventes.
Um passageiro proeminente foi o Reverendíssimo Edward Celestin Daly, OP, Bispo da Diocese Católica Romana de Des Moines, Iowa, nos Estados Unidos; ele morreu neste acidente. Ele havia acabado de participar do Concílio Vaticano II.

## Causa

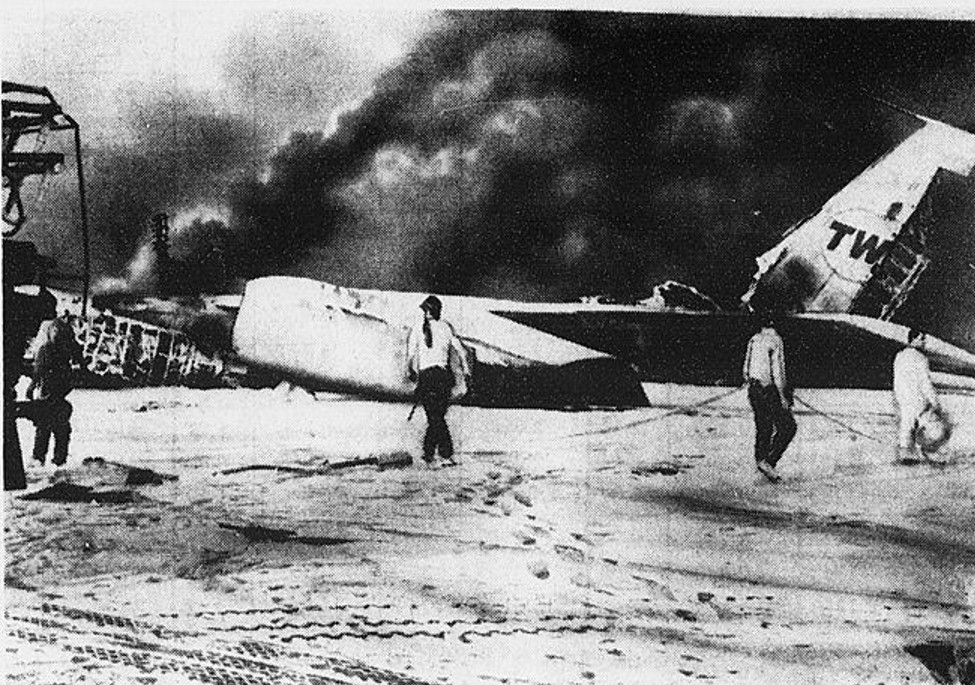
O local do acidente

A causa do acidente foi um sistema de empuxo reverso do motor nº 2 inoperante, embora as indicações na cabine fossem de que o reversor havia sido acionado. Isso foi causado pela desconexão de um duto com resultante falta de pressão no mecanismo de acionamento pneumático da porta. Este mau funcionamento permitiu o desenvolvimento de considerável impulso para frente pelo motor nº 2, embora as alavancas de impulso para todos os quatro motores estivessem na posição “reversa”.
Mais informações sobre o acidente podem ser encontradas no livro publicado em 1967, intitulado “Airline Safety is a Myth”. Foi escrito pelo capitão desta aeronave, Vernon William Lowell. Ele sobreviveu ao acidente e passou a tornar-se um defensor apaixonado da melhoria da segurança nas viagens aéreas.